# 356217 Clymene
356217 Clymene este o planetă minoră (asteroid) din Asteroid troian al lui Jupiter. A fost descoperită pe 23 septembrie 2009 la Spețialnaia astrofiziceskaia observatoria RAN⁠(d) de Timoer Valerievitsj Krjatsjko⁠(d). 
Obiectul prezintă o orbită caracterizată de o semiaxă mare de 5,2710506462112 UAi, o excentricitate de 0,089, o înclinație de 18 ° în raport cu ecliptica.